# Ogólnopolski Strajk Kobiet

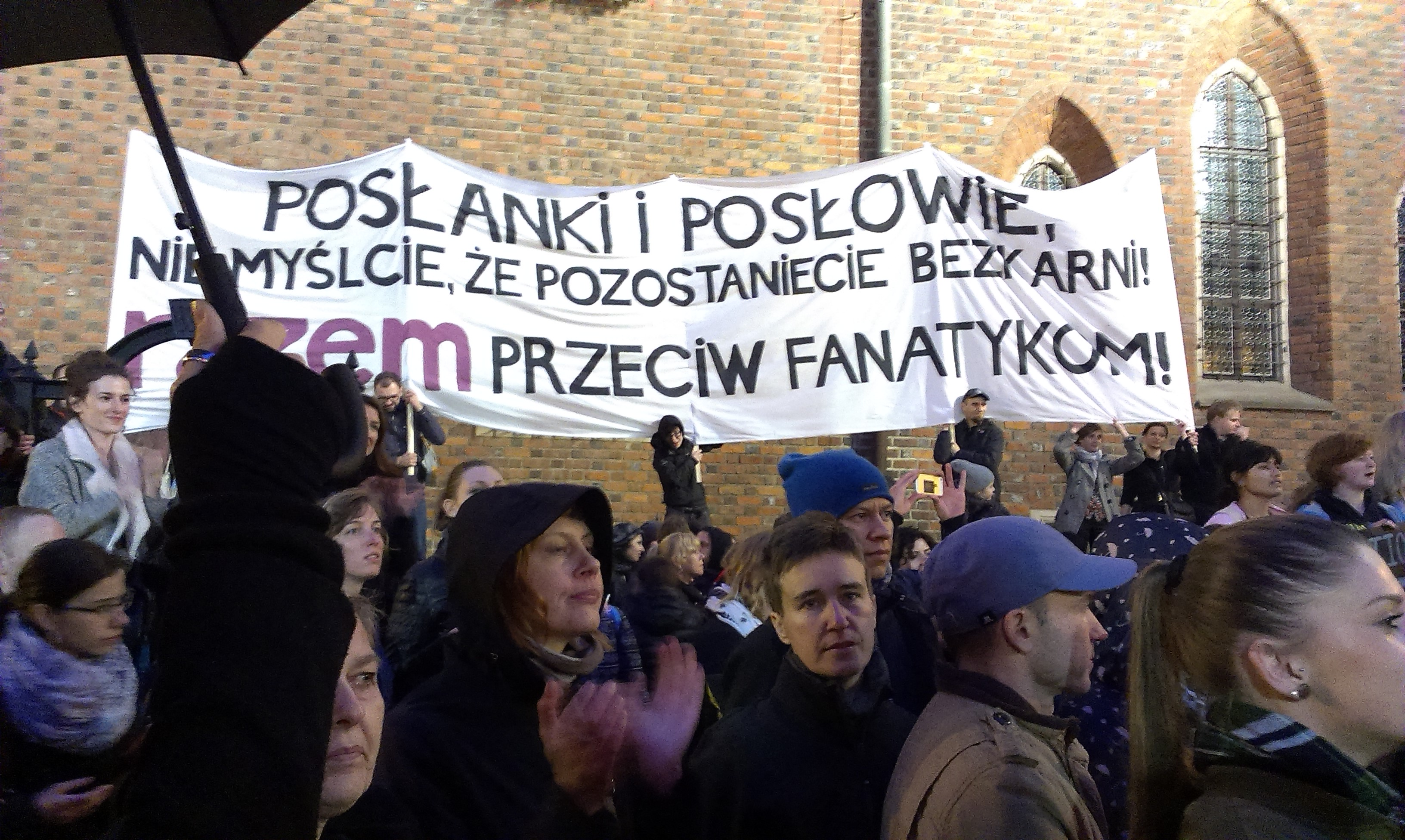
Czarny Poniedziałek we Wrocławiu

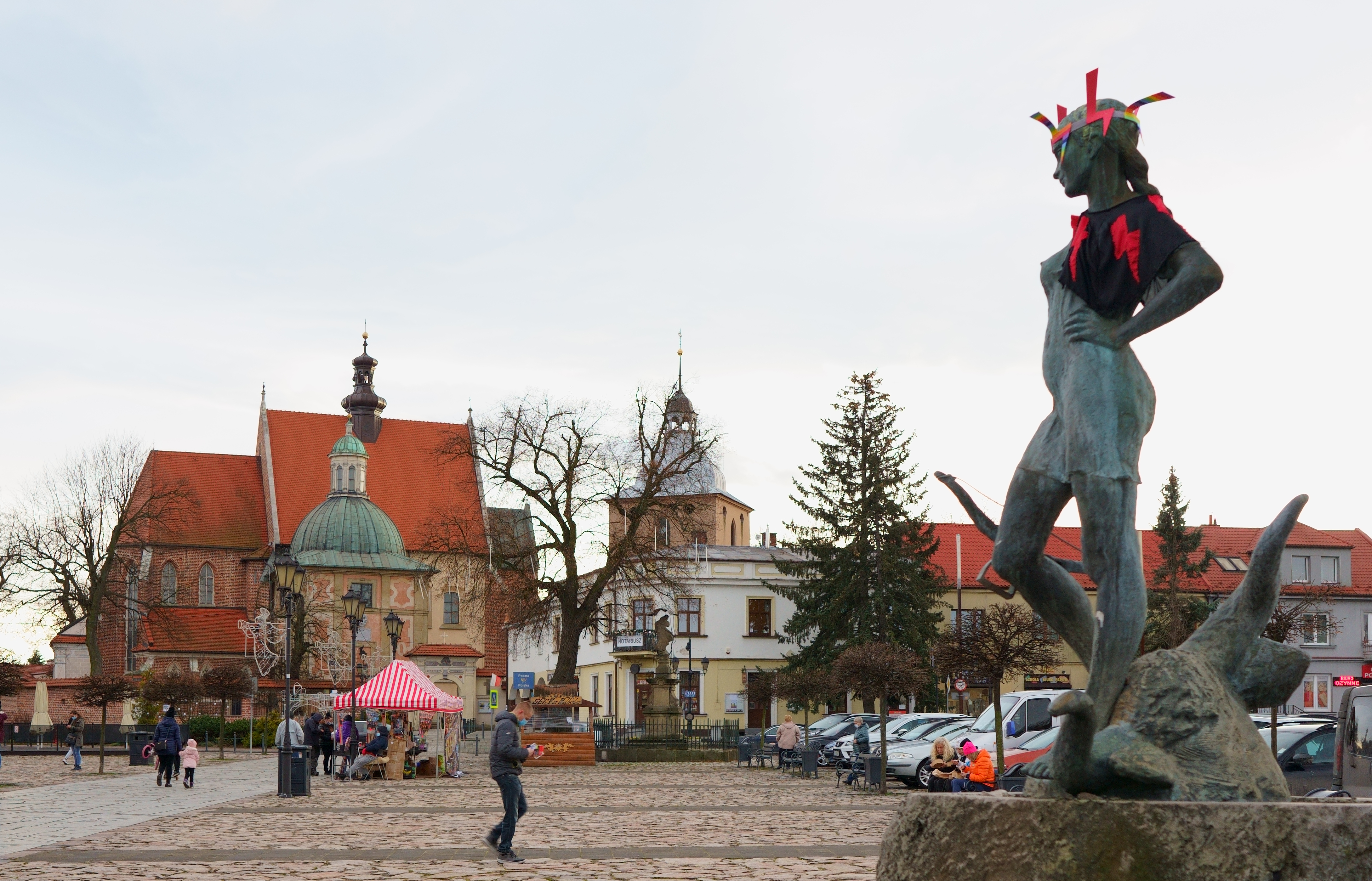
Protest w Niepołomicach (2020)

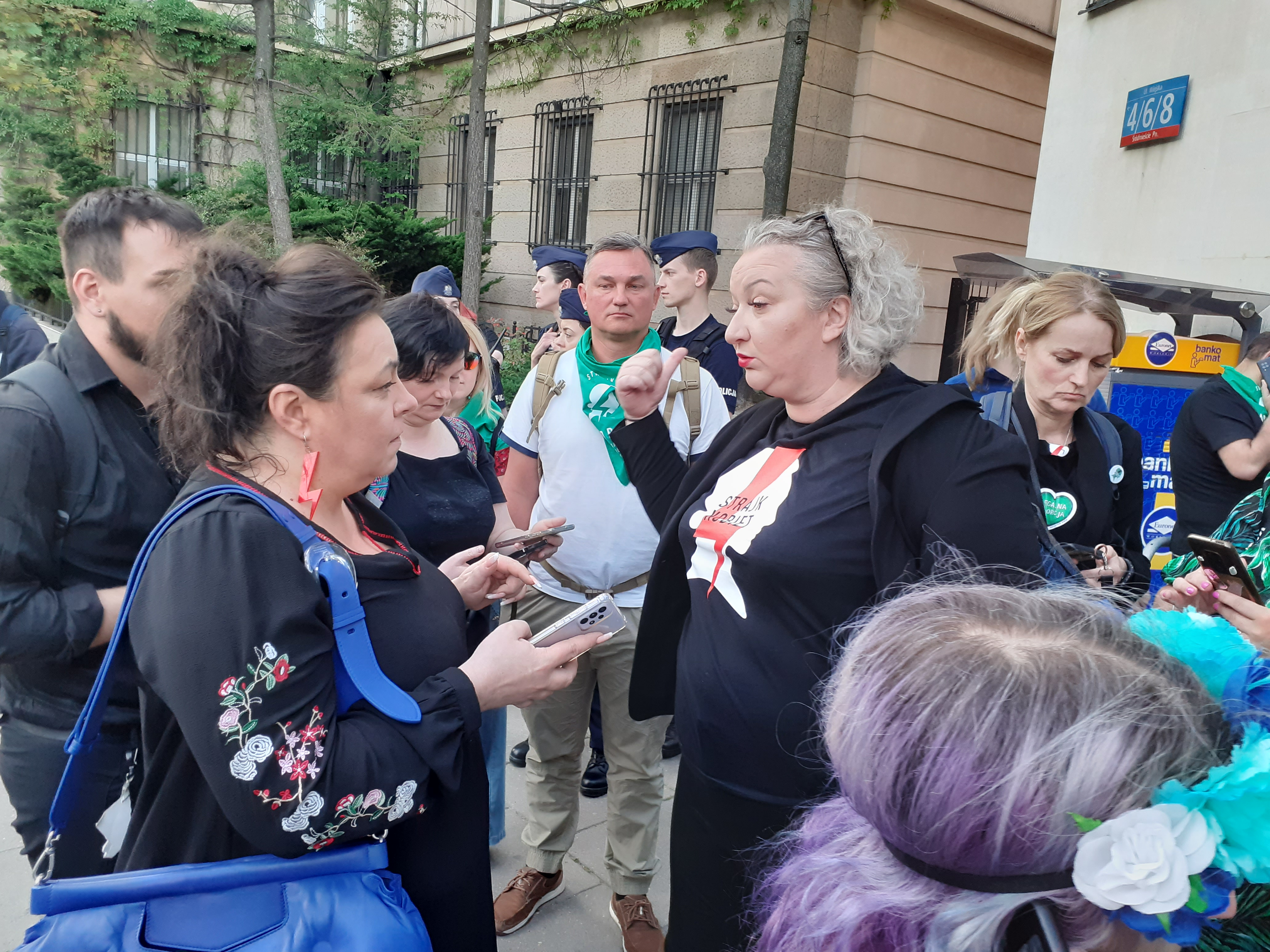
Marta Lempart i Agnieszka Czerederecka, liderki OSK, przed przedstawieniem projektu ustawy „Legalna Aborcja. Bez kompromisów” w Sejmie (2022)

Ogólnopolski Strajk Kobiet (OSK) – polski feministyczny ruch społeczny, który powstał we wrześniu 2016 roku, na fali protestów zapoczątkowanych przez partię Razem. Został zawiązany w proteście wobec odrzucenia przez Sejm RP projektu ustawy „Ratujmy kobiety” i jednoczesnego skierowania do prac w komisji projektu „Stop aborcji”. Odpowiedzialny za organizację Czarnego Poniedziałku – akcji protestacyjnej, która odbyła się równocześnie w 147 miastach Polski.
W 2017 ruch został wyróżniony Nagrodą Radia Tok FM im. Anny Laszuk.

## Czarny Poniedziałek
23 września 2016 roku Sejm RP odrzucił obywatelski projekt ustawy Komitetu Ratujmy Kobiety, liberalizujący prawo aborcyjne. 25 września partia Razem zorganizowała 9 manifestacji pod hasłem „#czarnyprotest” w największych miastach Polski. Występująca na zgromadzeniu we Wrocławiu Marta Lempart przypomniała o strajku kobiet w Islandii z 1975 roku i wezwała do protestu kobiet w Polsce 3 października 2016 roku, inicjując powstanie OSK.
W mediach społecznościowych (szczególnie na portalu Facebook) zawiązały się lokalne komitety organizacyjne Strajku oraz ogólnopolski komitet wsparcia Strajku we Wrocławiu. Koordynatorki ustaliły formę akcji: powstrzymanie się kobiet od wykonywania pracy, czarny ubiór, udział w protestach.
3 października w 147 polskich miastach odbyły się zgromadzenia pod hasłem „Czarny Poniedziałek / Ogólnopolski Strajk Kobiet”. Liczbę osób uczestniczących w wydarzeniach szacowano na od 98 do 200 tysięcy. 6 października 2016 roku Sejm odrzucił projekt ustawy „Stop aborcji”.

## Międzynarodowy Strajk Kobiet
Wydarzenia w Polsce uzyskały zasięg w międzynarodowych mediach, a polskie działaczki postanowiły podjąć współpracę z ruchami kobiecymi z innych krajów. W wyniku tego powstała inicjatywa Międzynarodowego Strajku Kobiet. Suchanow mówi w wywiadzie dla „Le Monde”, że inicjatywa ta pochodzi z Polski. W 2020 Klementyna Suchanow opublikowała książkę To jest wojna. Kobiety, fundamentaliści i nowe średniowiecze, w której opisuje początki OSK oraz jak powstawał Międzynarodowy Strajk Kobiet.
8 marca 2017 roku, w Międzynarodowy Dzień Kobiet, w 54 krajach odbyły się manifestacje środowisk kobiecych, nawołujące do powstrzymania przemocy wobec kobiet, liberalizacji prawa aborcyjnego w poszczególnych krajach i zrównania szans kobiet w społeczeństwie.

## Protesty przeciwko zaostrzeniu przepisów dotyczących aborcji
22 października 2020 działaczki OSK zapoczątkowały protesty przeciwko zaostrzeniu ustawy antyaborcyjnej. Wśród głoszonych postulatów znalazły się m.in. aborcja na żądanie, dymisja rządu, wprowadzenie świeckiego państwa i usunięcie religii ze szkół, zaradzenie katastrofie klimatycznej oraz likwidacja tzw. umów śmieciowych na rynku pracy. 1 listopada 2020 Ogólnopolski Strajk Kobiet powołał do życia Radę Konsultacyjną. Rada ma przekuć w rozwiązania prawne postulaty zgłoszone OSK przez tysiące protestujących po wyroku Trybunału Konstytucyjnego w sprawie aborcji.

### Pacyfikacja manifestacji OSK
18 listopada 2020 r. podczas jednego z protestów w Warszawie 60 nieumundurowanych funkcjonariuszy oddziału do zwalczania przestępczości zorganizowanej BOA zwalczało protestujących przy pomocy środków przymusu bezpośredniego. W związku z wewnętrznym rozłamem w oddziale BOA, za atak był odpowiedzialny pododdział drugi, lojalny wobec szefa jednostki z nadania partii Prawo i Sprawiedliwość.

## Projekt ustawy „Legalna aborcja. Bez kompromisów”

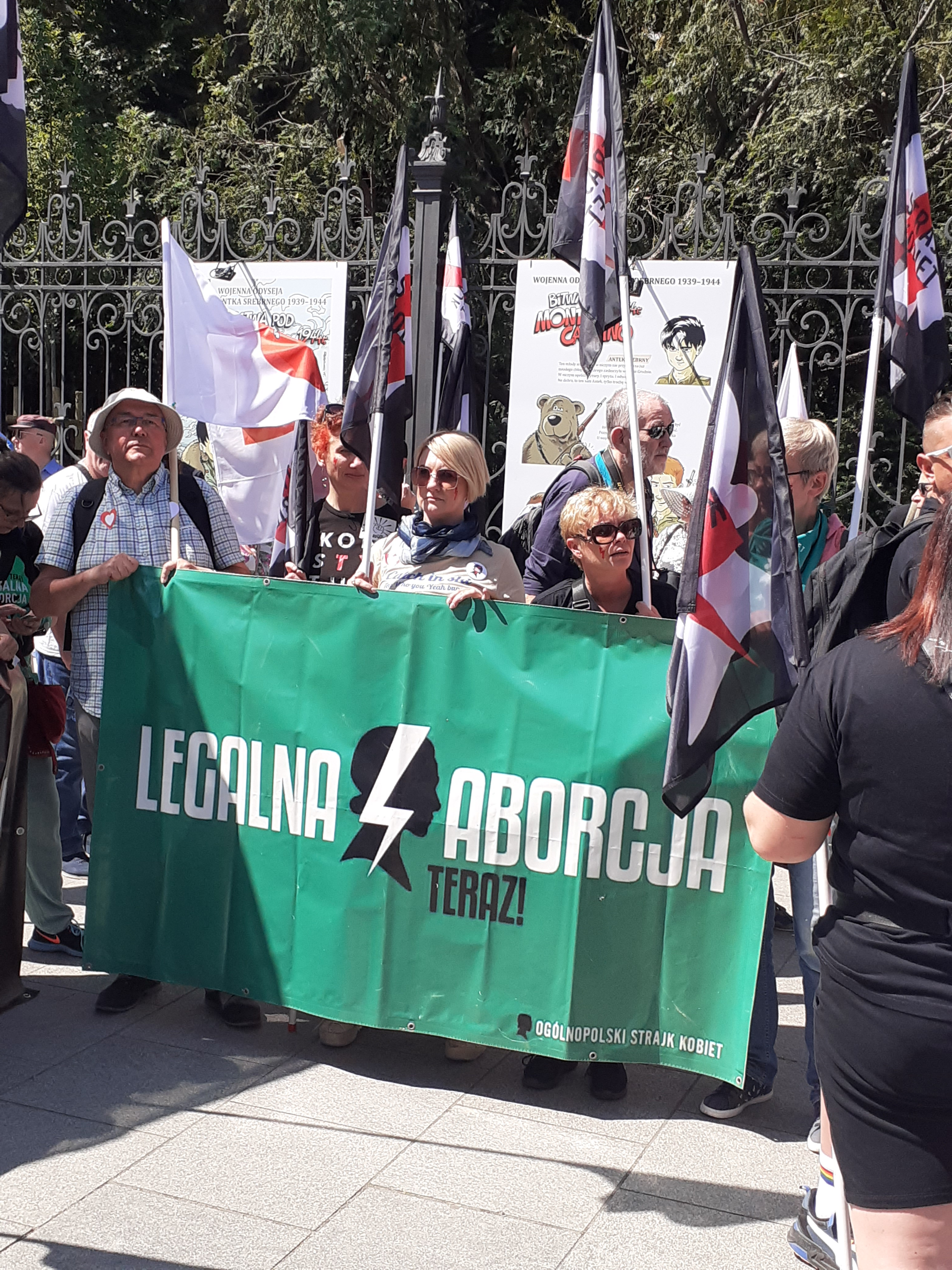
Transparent OSK z postulatem legalnej aborcji (2023)

Strajk Kobiet, wspólnie z organizacjami i ugrupowaniami takimi jak Federacja na Rzecz Kobiet i Planowania Rodziny, Aborcyjny Dream Team, Łódzkie Dziewuchy Dziewuchom, Wielka Koalicja za Równością i Wyborem, Centrum Praw Kobiet, Kobiety w Sieci, Akcja Demokracja oraz posłankami Lewicy, opracował w 2021 roku projekt ustawy obywatelskiej „Legalna Aborcja Bez Kompromisów”, pod którym zebrano ponad 200 tysięcy podpisów. Projekt ustawy zakładał:
- możliwość przerwania ciąży na NFZ do 12. tygodnia jej trwania bez pytania pacjentki o powód;
- możliwość przerwania ciąży na NFZ po 12. tygodniu w przypadku wykrycia wad płodu lub gdy ciąża jest wynikiem czynu zabronionego;
- ścisłe terminy udzielania świadczenia w postaci przerwania ciąży i sankcje dla podmiotów leczniczych za nieuzasadnioną odmowę lub zaniechanie ich udzielenia;
- obowiązek dyrektorów szpitali do zatrudniania podwykonawców w przypadku odmowy aborcji z powodu klauzuli sumienia przez wszystkich lekarzy pracujących w placówce;
- depenalizację aborcji, czyli uchylenie przepisów karnych przewidujących odpowiedzialność lekarzy i osób trzecich za przeprowadzanie aborcji / pomoc w aborcjach z naruszeniem przepisów obecnej restrykcyjnej ustawy antyaborcyjnej;
- uproszczenie i przyspieszenie procedury sprzeciwu pacjenckiego od odmowy/opinii lekarza (24 godziny na rozpoznanie przez Komisję Lekarską sprzeciwu dotyczącego odmowy aborcji);
- rozszerzenie programu badań prenatalnych o test PAPP-A i βhCG na wszystkie pacjentki w ciąży[22].

23 czerwca 2022 roku Marta Lempart, liderka OSK, przedstawiła projekt ustawy w Sejmie. Projekt został odrzucony przy pierwszym czytaniu (265 głosów za, 175 przeciw, 4 wstrzymało się, 16 nie głosowało). Za odrzuceniem głosowali posłowie Prawa i Sprawiedliwości (z wyjątkiem Moniki Pawłowskiej), Koalicji Polskiej, Konfederacji i Porozumienia, przeciwko odrzuceniu głosowali posłowie Koalicji Obywatelskiej (z wyjątkiem Joanny Fabisiak), Lewicy i większość partii Polska 2050.

## Inne akcje
OSK wsparł akcję Komitetu Ratujmy Kobiety 2017, którego celem było ponowne przedstawienie Sejmowi projektu ustawy liberalizującej prawo aborcyjne.
3 października 2017 roku, w rocznicę Czarnego Poniedziałku, działaczki OSK zorganizowały Czarny Wtorek – serię manifestacji poparcia dla projektu ustawy „Ratujmy kobiety”.
Ruch prowadzi własną telewizję – Wku***ona TV.

## Kontrowersje
Protesty, które wybuchły po ogłoszeniu orzeczenia w sprawie aborcji ze względów embriopatologicznych nabrały antyrządowego i antyklerykalnego wydźwięku. Marta Lempart, jedna z liderek OSK, w jednym z wywiadów udzielonych dla Radia ZET okazała poparcie dla niszczenia kościołów i zakłócania obrzędów religijnych. W związku z organizowanymi demonstracjami policja odnotowała 22 wtargnięcia na msze i 79 uszkodzeń elewacji budynków kościelnych. W wyniku protestów zdewastowano kilka pomników Jana Pawła II, m.in. w Konstancinie-Jeziornie, Legionowie i Poznaniu. Zdewastowano również obiekty niezwiązane z religią, takie jak pomnik Ronalda Reagana w Warszawie, obiekty użyteczności publicznej oraz biuro jednego z posłów PiS. Strajk Kobiet na swoim oficjalnym profilu w mediach społecznościowych opublikował publicznie dostępne ze względu na prowadzenie działalności gospodarczej adresy zamieszkania: prof. Krystyny Pawłowicz, Kai Godek, Bartłomieja Wróblewskiego i Roberta Bąkiewicza. Działacze ruchu zachęcali do protestów pod domami wskazanych osób.
Wobec liderów OSK pojawiło się wiele krytycznych głosów ze strony osób wspierających, przede wszystkim ze strony środowisk lewicowych. Zarzucały one m.in. brak zrozumienia faktycznych problemów kobiet w Polsce, zawłaszczenie OSK dla własnego interesu, brak szacunku wobec osób o niższym statusie społecznym, ignorowanie faktycznej pracy innych aktywistek na rzecz OSK, angażowanie w kierowanie strajkiem osób zupełnie niezwiązanych z walką na rzecz praw kobiet czy podejmowanie próby przekształcenia strajku w protesty opozycyjne związane ze środowiskiem Koalicji Obywatelskiej i Komitetu Obrony Demokracji.